# Polyblastus bipunctatus
Polyblastus bipunctatus là một loài tò vò trong họ Ichneumonidae.